# مسجد یاغ

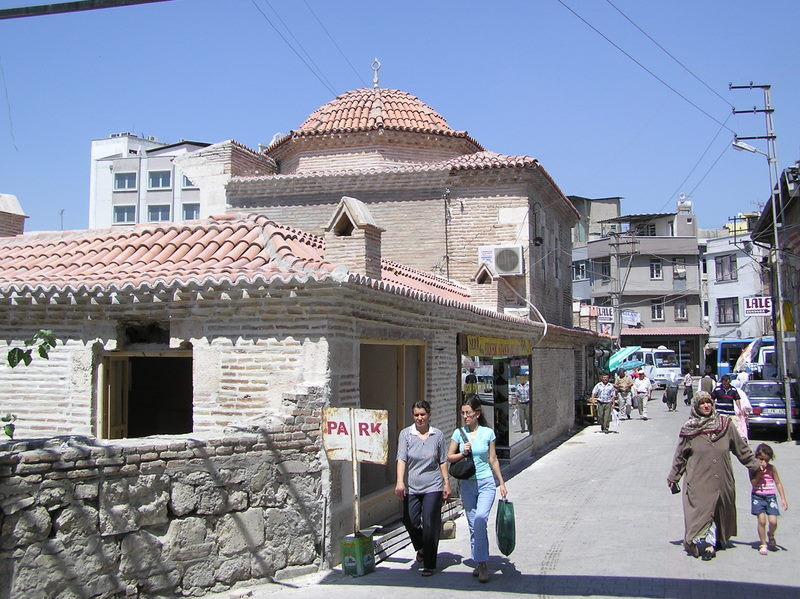
مسجد یاغ در آدانا

مسجد یاغ (به ترکی استانبولی: Yağ Camii به معنای روغن) واقع در آدانای ترکیه در سال ۱۵۰۱ بدستور رمضان اوغلو خلیل بیگ از طریق اضافه‌سازی بر بنای کلیسای سن ژاک به شکل مسجد درآمد.

## معماری
طرح مسجد به سبک معماری مسجد جامع سلجوقیان است.